# Kakumäe
Kakumäe est un quartier du district de  Haabersti à Tallinn en Estonie.

## Description
En 2019, Kakumäe compte 2 000 habitants.
Sa superficie est de 2,51 km2.
Les rues principales du quartier sont : Vabaõhumuuseumi tee, Kakumäe tee, Oti tänav, Vainutalu tänav, Põlde tänav, Jõeoti tänav, Otsatalu tänav, Suurevälja tänav et Rajapere tänav.

## Population
| 2008  | 2010  | 2011  | 2012  | 2013  | 2014  |
| ----- | ----- | ----- | ----- | ----- | ----- |
| 1 139 | 1 262 | 1 343 | 1 621 | 1 656 | 1 695 |

| 2015  | 2016  | 2017  | 2018  | 2019  | 2020  |
| ----- | ----- | ----- | ----- | ----- | ----- |
| 1 733 | 1 796 | 1 849 | 1 981 | 2 000 | 2 054 |

| 2021  | 2022  | - | - | - | - |
| ----- | ----- | - | - | - | - |
| 2 070 | 2 156 | - | - | - | - |

## Transports
Les lignes de bus n° 21, 21A, 21B, 41 et 41B traversent le quartier.

## Galerie

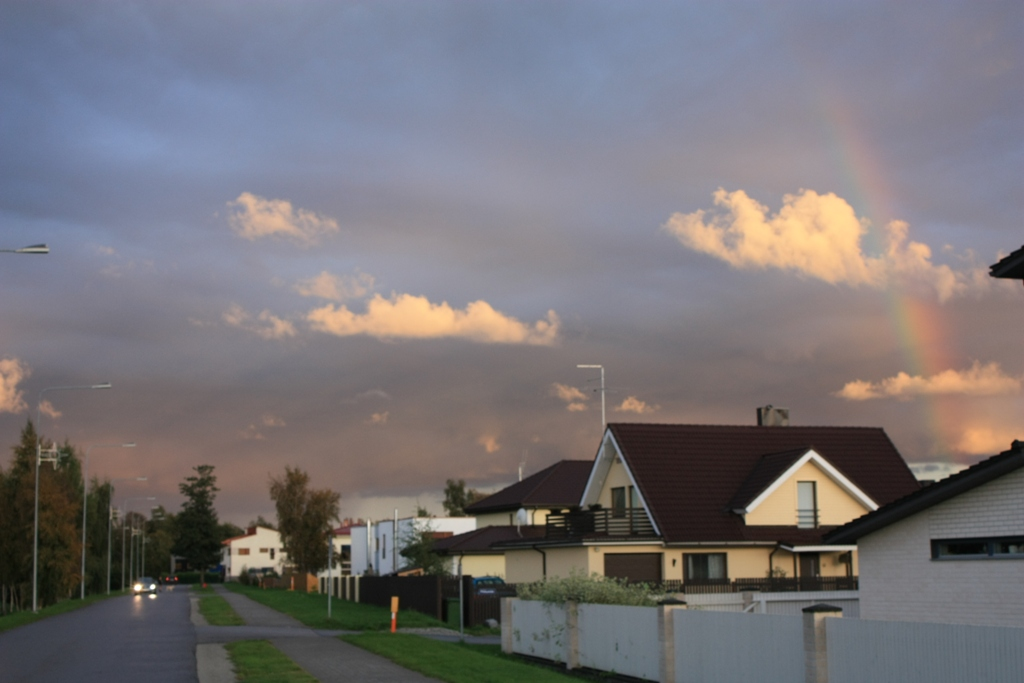
Rue de Kakumäe
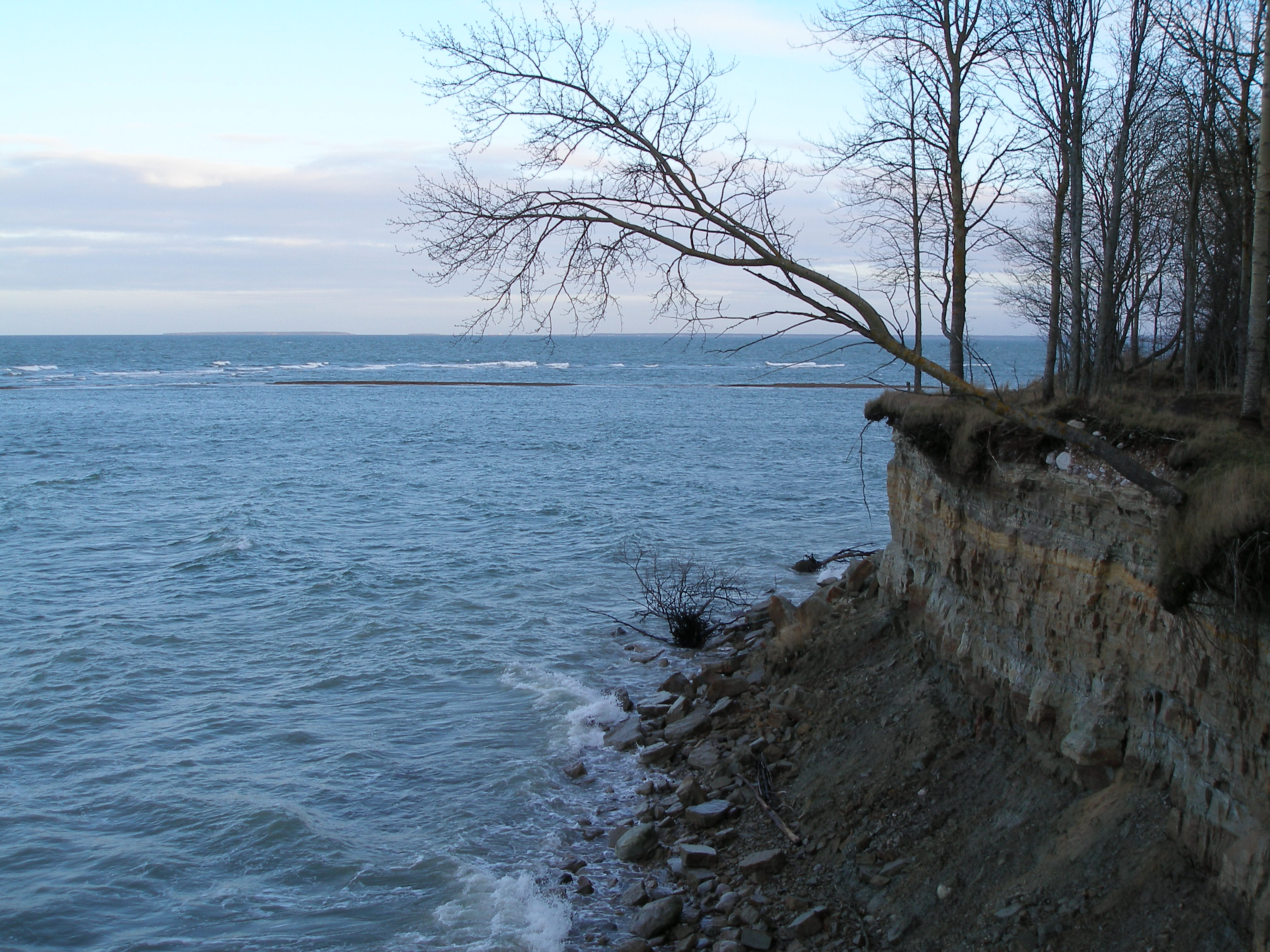
La falaise de Tabasalu à l'extrémité de la péninsule de Kakumäe
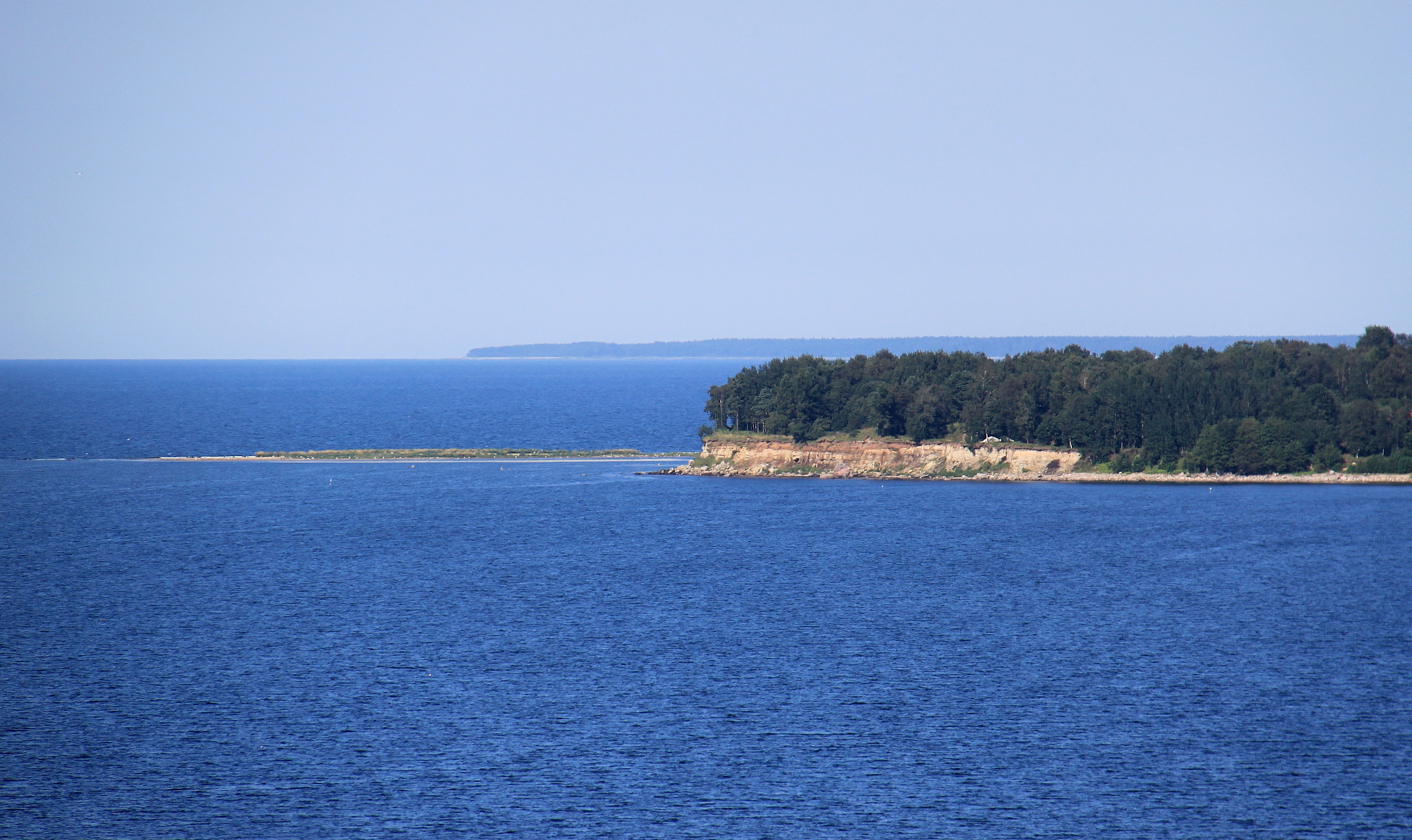
Péninsule de Kakumäe vue de la falaise de Tabasalu
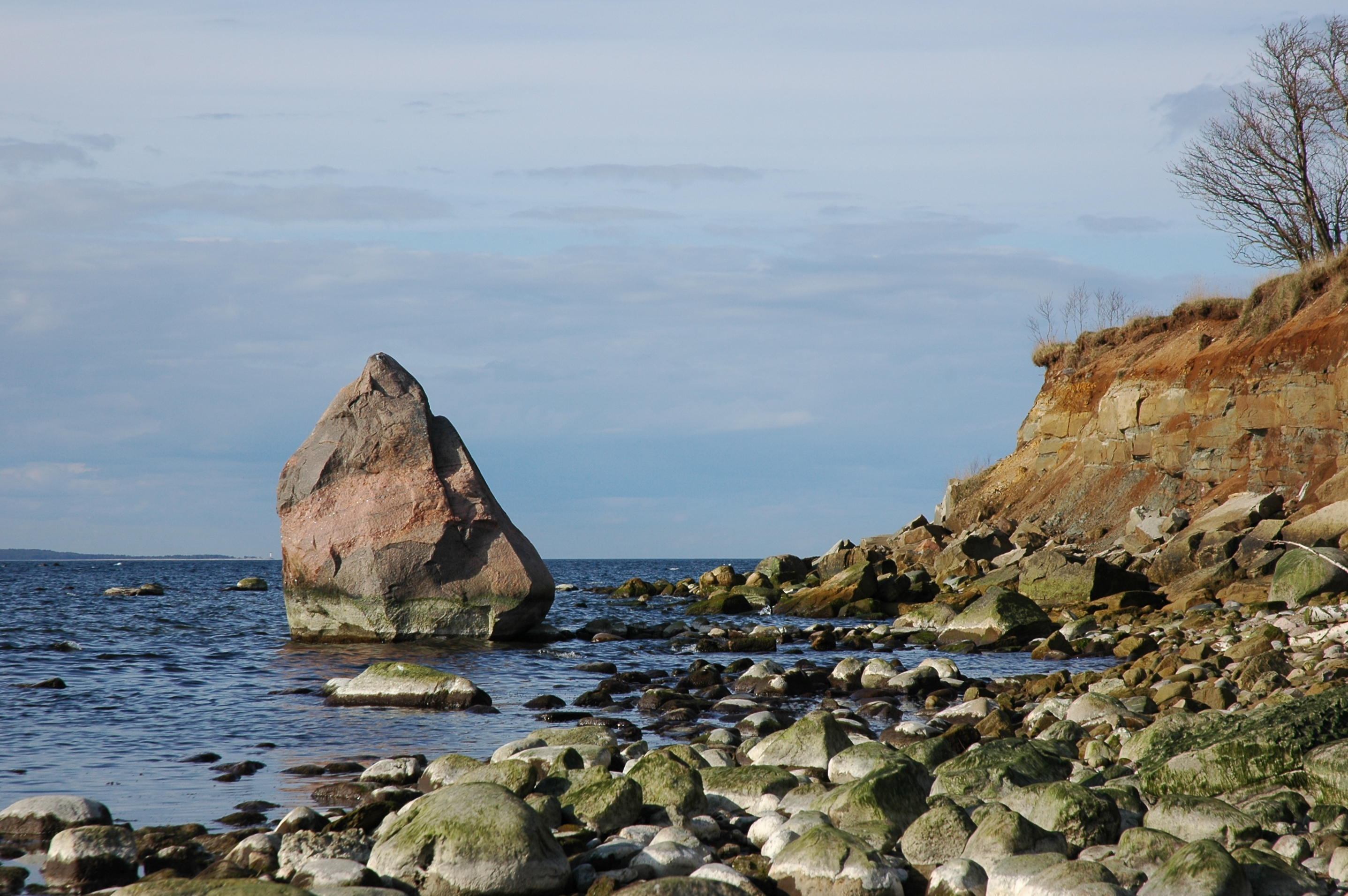
Le rocher Mustkivi.
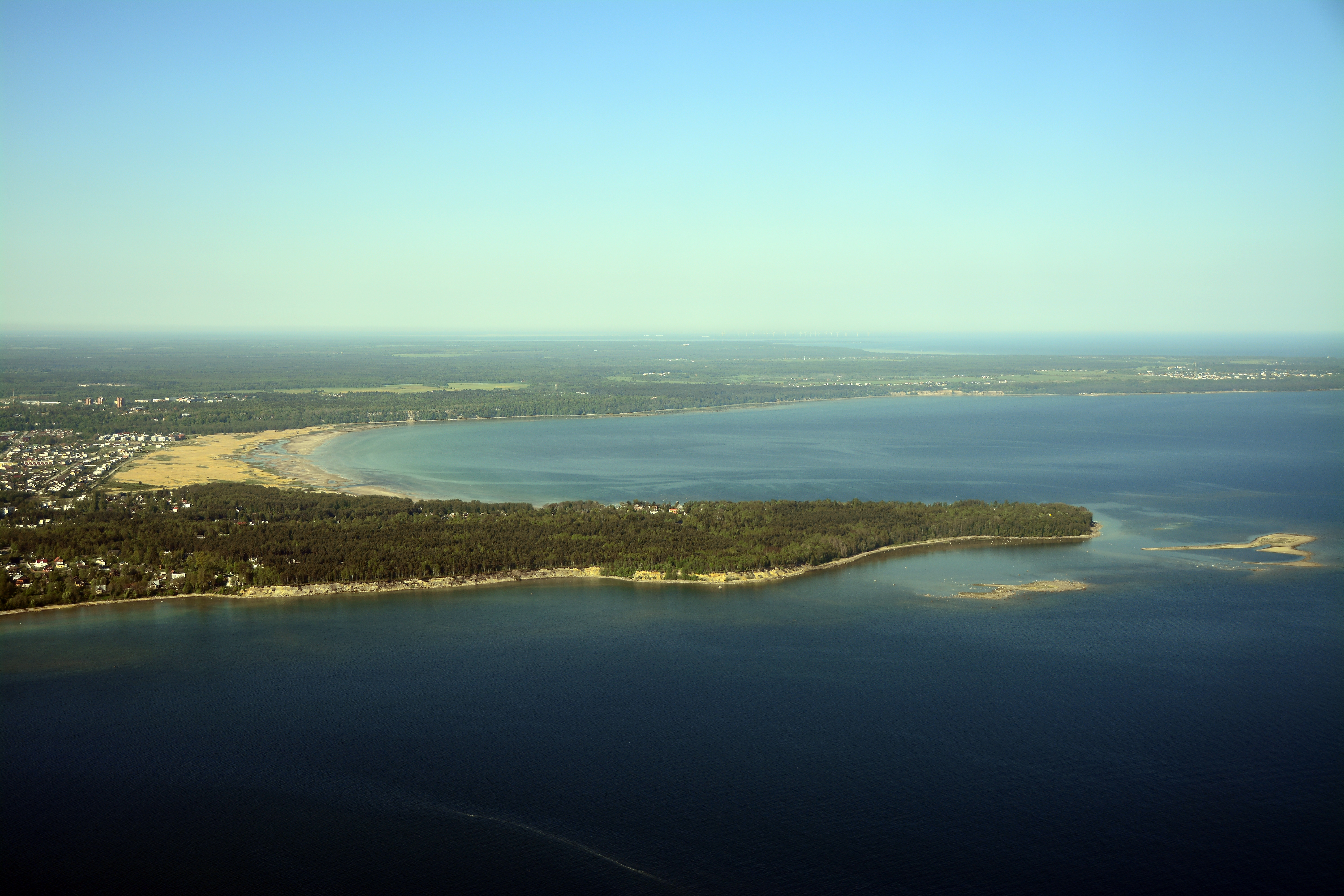
Le parc côtier de Kakumäe.